# David Tavaré
David Tavaré, né à Pollença, sur l'île de Majorque (Espagne) en 1984, est un chanteur de dance et DJ espagnol, fils d'un guitariste et neveu du comédien anglais Jim Tavaré et du joueur de cricket Chris Tavaré.

## Biographie
Il a longtemps habité en sa ville natale de Pollença jusqu'à 2005 où il s'installa à Montauban jusqu'à 2008. C'est dans cette dernière ville qu'il a composé le titre Centerfold.
Fan d'Operación Triunfo, il a pris des cours de chant auprès de son idole David Bustamante.
Il est connu pour ses tubes de l'été Summerlove (reprise de The Underdog Project) en 2006 et Hot Summer Night (basé sur Oh lalala du groupe 2 Eivissa) en 2007 en Espagne (2008 en France).
Il a aussi sorti un single, Centerfold, avec Nina Kristin, une top model allemande et un autre, Call Me Baby, en 2008.

## Discographie

### Albums studio
| La vida viene y va                           | - Date de sortie : 21 octobre 2008 - Label: Warner Bros. - Formats: CD | 103 |
| "—" signifie que l'album ne s'est pas classé |                                                                        |     |

### Singles
| Année | Titre                                                 | Meilleure position | Meilleure position | Meilleure position | Meilleure position | Meilleure position | Album              |
| Année | Titre                                                 | Espagne            | France             | Allemagne          | Belgique           | Pays-Bas           | Album              |
| ----- | ----------------------------------------------------- | ------------------ | ------------------ | ------------------ | ------------------ | ------------------ | ------------------ |
| 2006  | Summerlove (Na Na Nahey) (The Underdog Project cover) | 1                  | 3                  | 42                 | 6                  | 50                 | La Vida Viene y Va |
| 2007  | Centerfold (feat. Nina)                               | 2                  | 2                  | —                  | 4                  | —                  | La Vida Viene y Va |
| 2008  | Hot Summer Night (Oh La La La) (feat. 2 Eivissa)      | 4                  | 6                  | —                  | 14                 | —                  | La Vida Viene y Va |
| 2008  | Call Me Baby (If You Don't Know My Name) (feat. Ruth) | 3                  | 7                  | —                  | —                  | —                  | La Vida Viene y Va |
| 2009  | En La Oscuridad                                       | —                  | —                  | —                  | —                  | —                  | La Vida Viene y Va |